# توتو (ملابس)
التوتو أو الإزار هو فستان أو لباس ترتديه راقصات الباليه كزيّ أثناء تقديم العروض، وغالباً ما يكون معه صدار خاص به. يمكن أن يصنع التوتو من الترتالان أو الحرير أو التول أو النايلون أو الشاش.

## صور

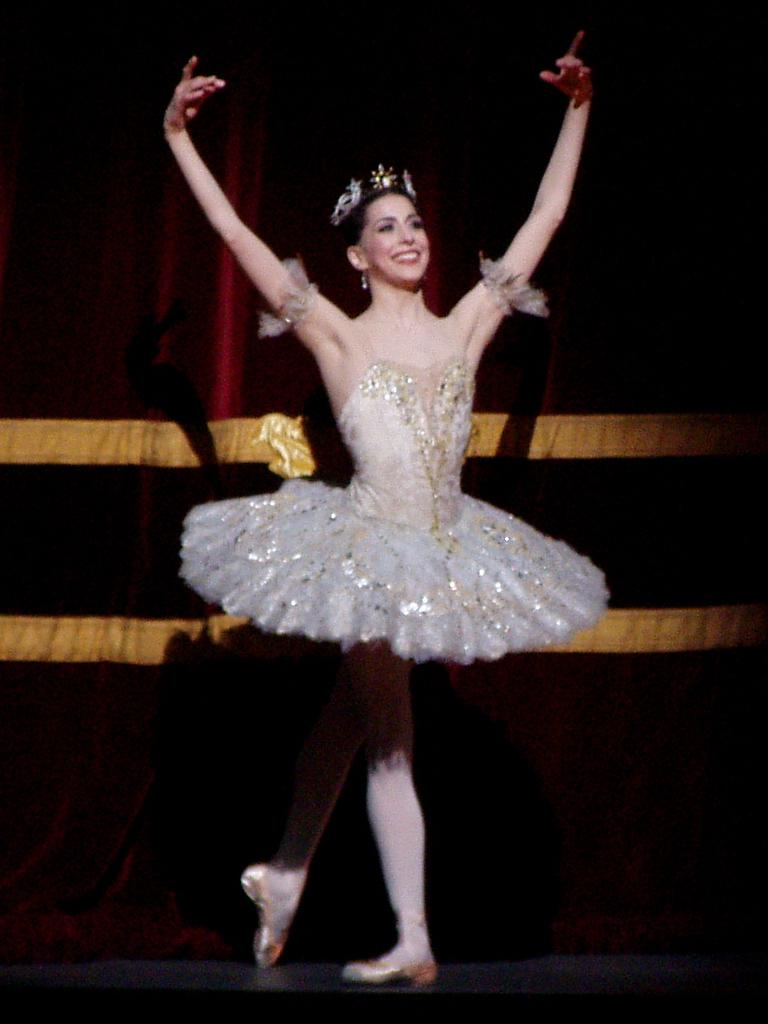
راقصة باليه ترتدي توتو.
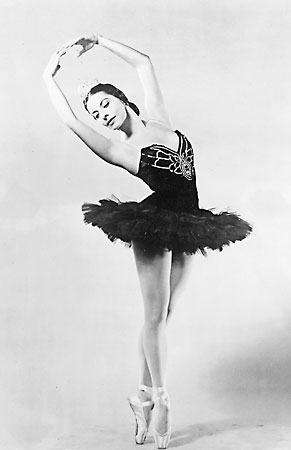
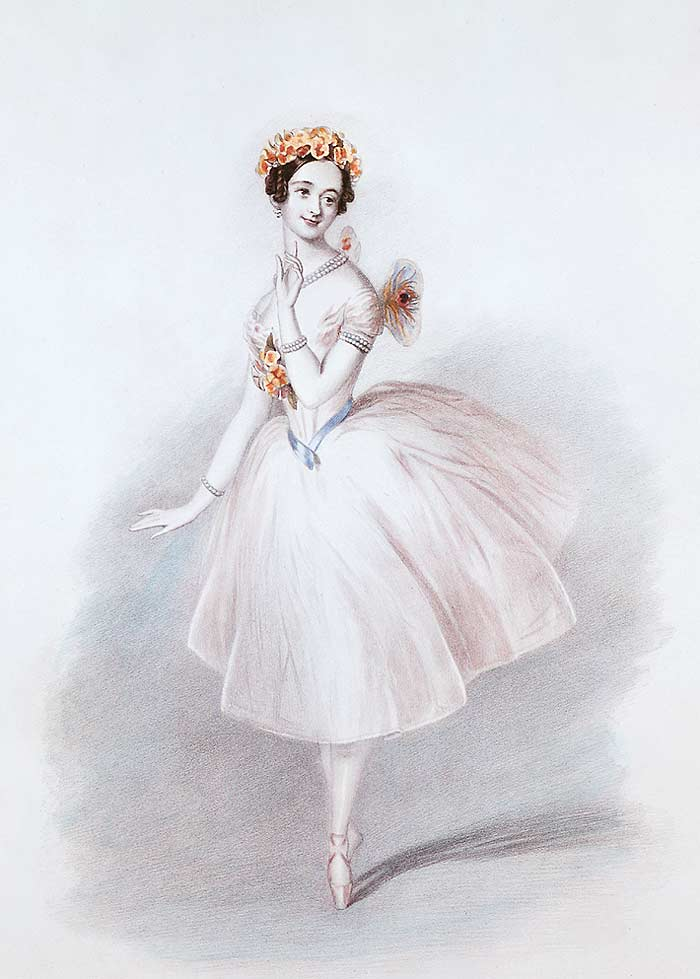
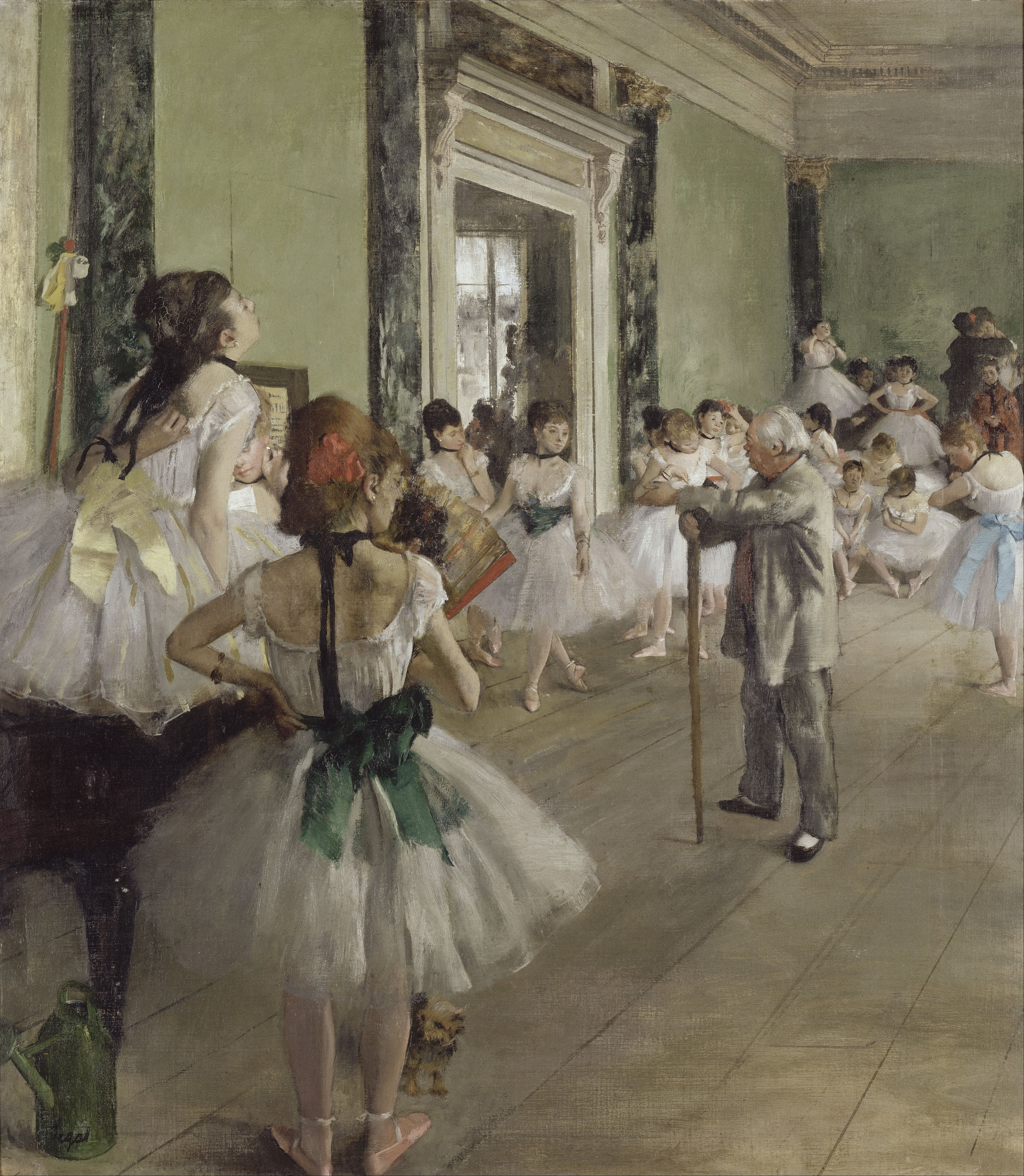
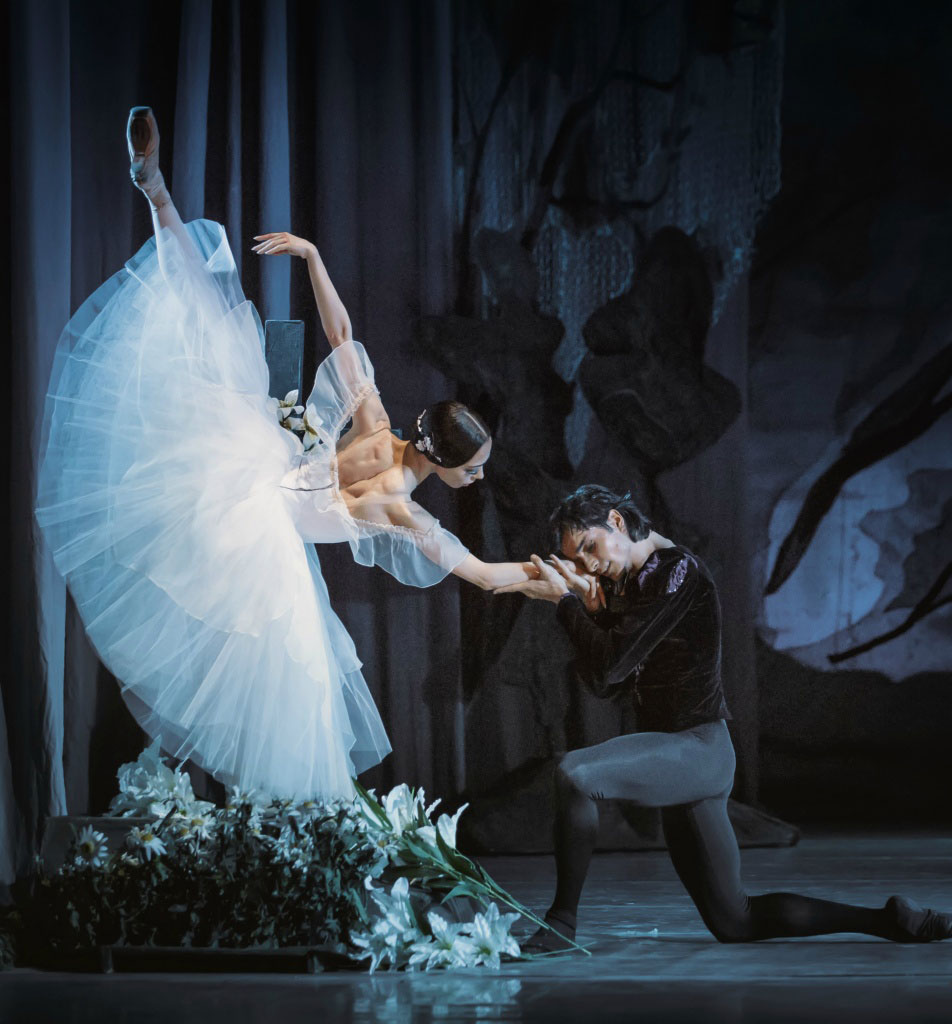
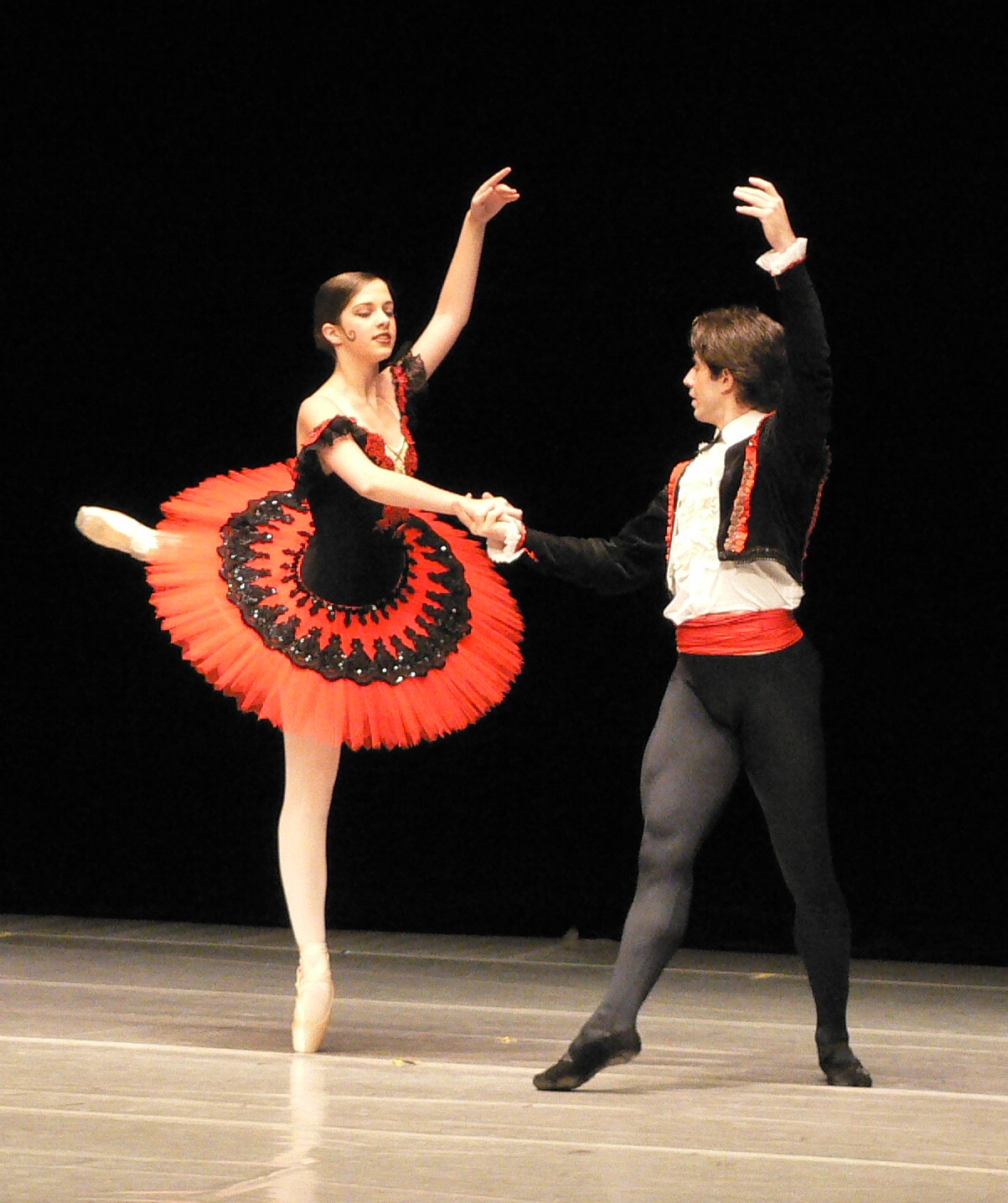